# Laurier—Outremont
Laurier—Outremont est une circonscription électorale fédérale du Québec, située sur l'île de Montréal.
La circonscription fut créée en 1914 à partir des circonscriptions de Jacques-Cartier, Saint-Antoine et de Saint-Laurent. Elle fut abolie en 1933 et redistribuée parmi les circonscriptions de Laurier et d'Outremont.

## Géographie
La circonscription contenait:
- La totalité des quartiers d'Outremont et de Laurier
- Le quartier de Côte-des-Neiges
- La ville de Mont-Royal
- Le parc du Mont-Royal

## Députés
1. 1917-1921 — Pamphile-Réal-Blaise-Nugent Du Tremblay, PLC
2. 1921-1925 — Lomer Gouin, PLC
3. 1925-1935 — Joseph-Alexandre Mercier, PLC

- PLC = Parti libéral du Canada